# Apopestes
Apopestes là một chi bướm đêm thuộc họ Erebidae.

## Các loài
- Apopestes curiosa
- Apopestes indica Moore, 1883
- Apopestes noe Ronkay, 1990
- Apopestes phantasma Eversmann, 1843
- Apopestes spectrum Esper, 1787